# Le Grand Valtin
Pour les articles homonymes, voir Valtin.
Le Grand Valtin est une section de la commune française de Ban-sur-Meurthe-Clefcy, dans le département des Vosges.

## Géographie

### Situation
Le hameau est au cœur des Hautes-Vosges, bordé par un cirque de forêts et le défilé de Straiture au nord. Il est traversé par la Petite Meurthe qui y prend sa source ainsi que deux de ses affluents les ruisseaux de la Basse Claude et de la Basse de Sérichamp. La route départementale 23 permet de rejoindre Xonrupt-Longemer par le col du Surceneux ou d'accéder au Valtin.

### Géologie
Le grand vallon du Grand Valtin est une ancienne niche glaciaire entre 820 et 850 mètres d'altitude. 

## Toponymie
Le nom de la localité est attesté sous les formes Sant Veltin, à lire * Grant Veltin (1472) ; Le Veltin (1580) ; « Im dorff Weltin » (1596) ; Le Valtind (an II).

Le Grand Valtin et Le Valtin ou le Petit Veltin (vallin), sur le versant Ouest de Le Grand Valtin, hameau de la commune de Ban-sur-Meurthe-Clefcy, sont deux localités voisines.
On remarque que le nom de Valtin attesté au moins en 1472 et porté par la commune du Valtin, graphie commune dès le XVIIIe siècle, s'applique aussi au Grand Valtin.

L’étymologie du nom semble provenir du patois local Vêti, signifiant « petit vallon », qui a évolué en Veltin avant de devenir Valtin au XVIIIe siècle. Au « Grand Valtin », les maisons sont dispersées dans un large vallon, l'adjectif grand qui précède le nom lui donne ici le sens de vaste, étendu. Par opposition, on désigne Le Valtin sous le nom de « Petit Valtin ». 
Si la tradition orale associe les deux « Valtins » aux joyeuses fêtes valentines (valentinages) et aux rituels du dônage à la Saint-Valentin ou mieux à l'occasion des Bures (fête des feux de Carnaval), l'origine gallo-romaine de « Grand Valtin » semble être simplement Grangia Valentin(i)a, la grange et maison nécessaire pour nourrir en saison des mineurs.

## Histoire
Il s'agit d'un hameau de Ban-le-Duc (Ban-sur-Meurthe après la Révolution), dont la majorité des habitants étaient marcaires, bûcherons et sabotiers suivant la saison. La première école fut ouverte en novembre 1839.
L'exode rural toucha durement la localité qui perdu de nombreux habitants. 

## Activités

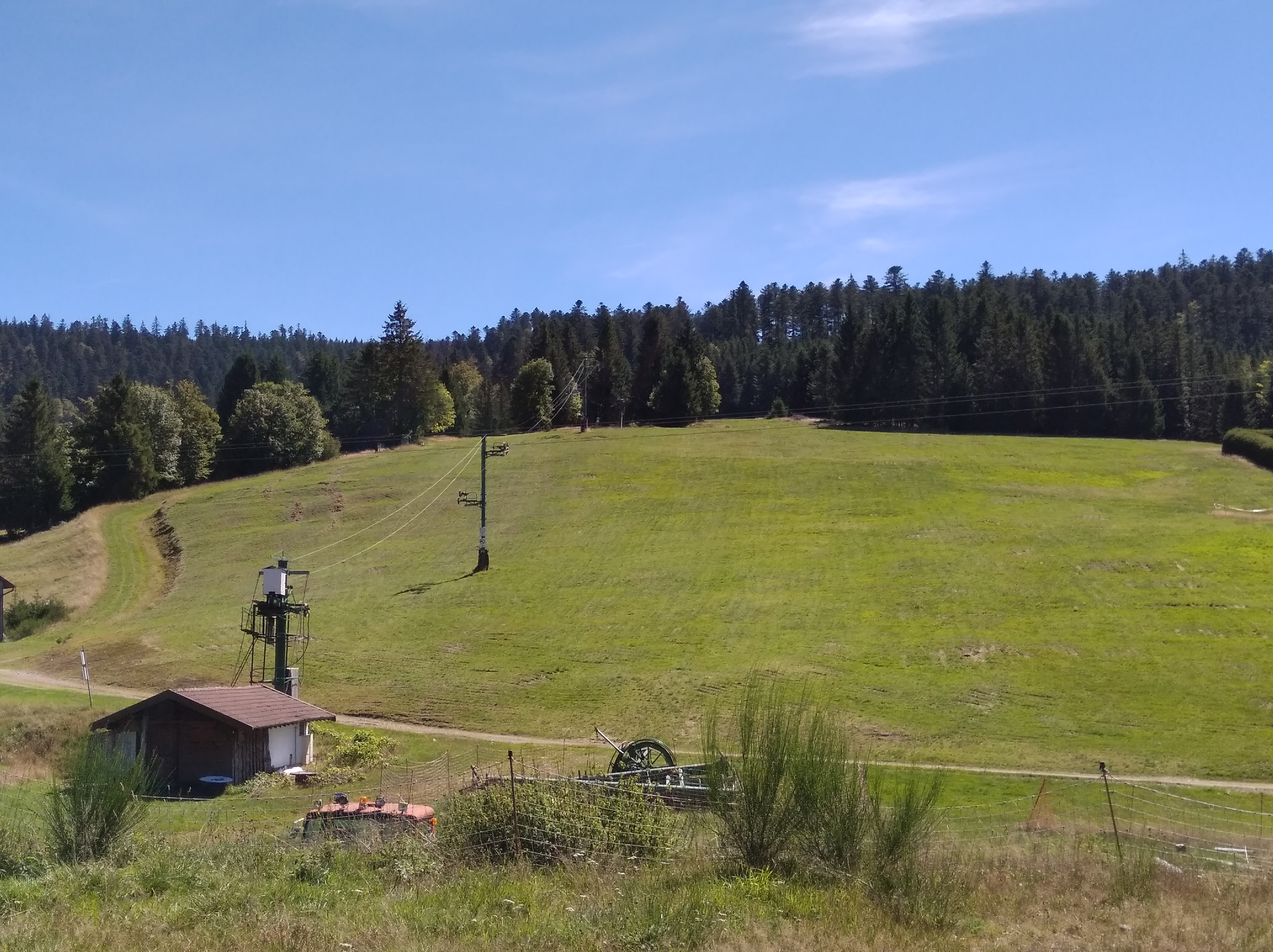
Station de ski du Grand Valtin en été.

Le Grand Valtin est tourné vers le tourisme et comporte la plus petite station de ski d'Europe avec 2 pistes (1 verte, 1 bleue), 30 km de ski de fond et 2 téléskis avec piste de luge,. Le site est ouvert uniquement les week-end, les mercredis après-midi et pendant les vacances scolaires.
De nombreux sentiers de randonnée sont aussi aménagés pour les promeneurs.

## Lieux et monuments
- Monument aux morts du hameau du Grand Valtin : aux enfants du Grand Valtin morts pour la France en 1914-1918[10].
- Haut-Fer du Grand Valtin : ancienne scierie du XVIIe siècle, elle fut la deuxième installation à utiliser la force motrice de l’eau sur la Petite Meurthe, elle est aujourd'hui visitable[9].
- Chaume de Sérichamp.